# جون ياناغيساوا
جون ياناغيساوا (باليابانية: 柳澤 隼) (27 يونيو 1987 في اليابان – )؛ هو لاعب كرة قدم ياباني سابق كان يلعب كلاعب وسط.

## وصلات خارجية
- جون ياناغيساوا على موقع رابطة كرة القدم اليابانية للمحترفين (اليابانية)
- جون ياناغيساوا على موقع قاعدة بيانات كرة القدم.إي يو (الإنجليزية)
- جون ياناغيساوا على موقع Soccerway.com (الإنجليزية)
- جون ياناغيساوا على موقع عالم كرة القدم.نت (الإنجليزية)